# Janusz Góra
Janusz Góra (Bielawa, 8 luglio 1963) è un dirigente sportivo, allenatore di calcio ed ex calciatore polacco, di ruolo difensore.

## Palmarès

### Giocatore

#### Club

##### Competizioni nazionali
- Coppa di Polonia: 1

Śląsk Breslavia: 1986-1987
- Supercoppa di Polonia: 1

Śląsk Breslavia: 1987
- Fußball-Regionalliga: 1

Kickers Stoccarda: 1995-1996